# Seitakorva

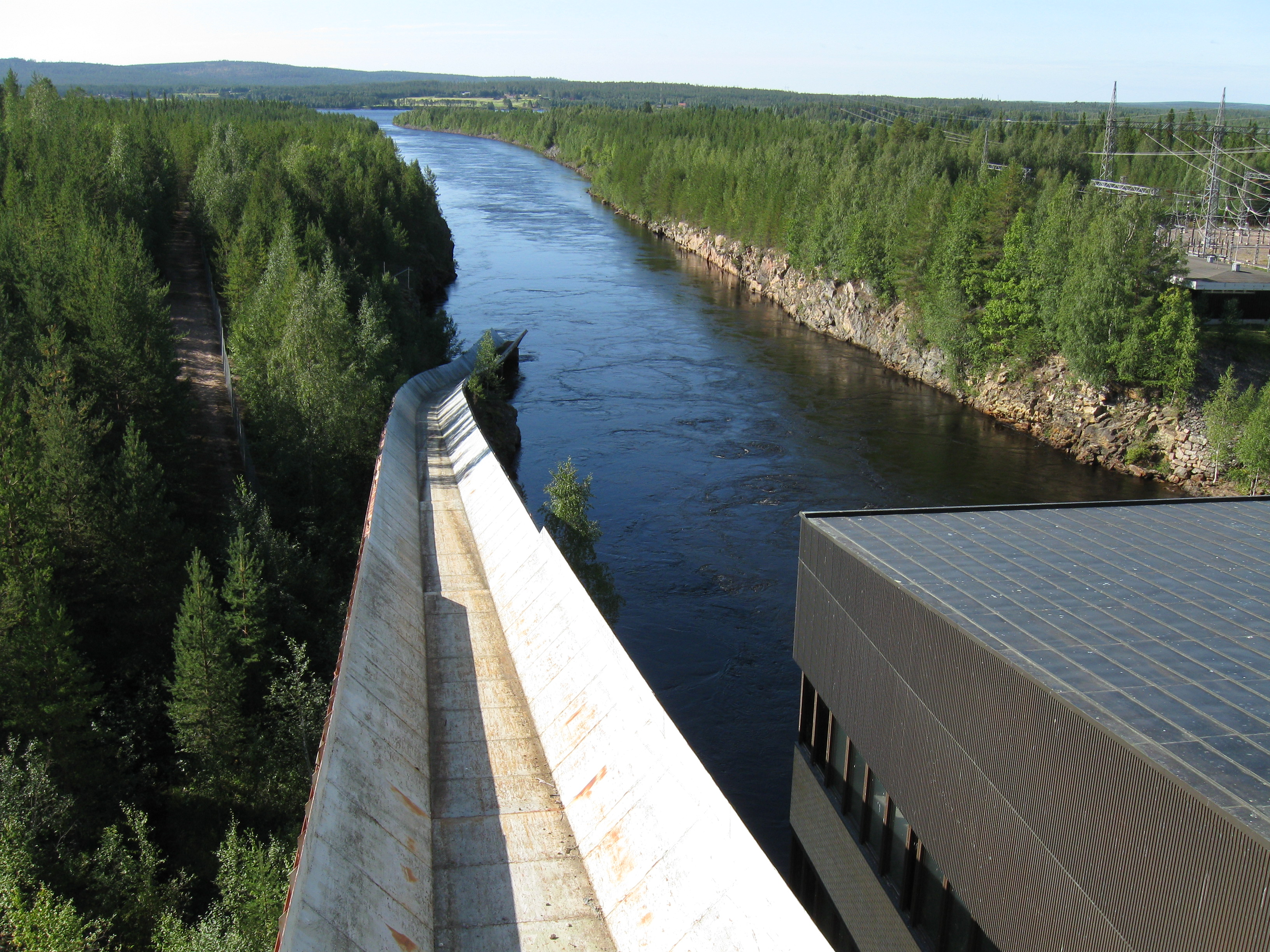
Seitakorva vattenkraftverk.

Seitakorva är ett vattenkraftverk i Kemi älv 7 km söder om Kemi träsk i Kemijärvi kommun, ägt av Kemijoki Oy. 
Kraftverket, som reglerar vattenståndet i Kemi träsk, byggdes 1959–1963 (totalrenovering och effekthöjning 1997 och 2004) och har en fallhöjd på 24–17 meter; utbyggd effekt 120 MW (två aggregat). Seitakorva producerar 511 GWh årligen och är numera Finlands fjärde största vattenkraftverk.